# Giorgio Basta
Giorgio Basta (Roccaforzata, Reino de Nápoles 30 de enero de 1550 - Viena, 20 de noviembre de 1607) fue un general mercenario del Sacro Imperio Romano Germánico.

## Biografía
Giorgio Basta era descendiente de un grupo étnico albanés del sur de Italia, el cual huyó hacia dicha región ante la aproximación turca, donde podían practicar libremente su religión cristiana. Giorgio desde su juventud se dedicó a la vida militar, entrando en una compañía de mercenarios en Italia.
Luchó como mercenario en Francia y en los territorios germánicos, enfrentando los alzamientos holandeses de finales del siglo XVI. En 1590, tras años de experiencia militar, se alistó en el ejército del emperador austríaco Rodolfo II de Habsburgo, ascendiendo casi de inmediato al rango de general. En 1598 el emperador lo envió a Transilvania para apaciguar los alzamientos de los húngaros que no aprobaban la gestión del príncipe Segismundo Báthory. Junto a Miriszló venció a los ejércitos cosacos del Principado de Valaquia y a los aliados székely, quienes apoyaban al voivoda rumano Miguel el Valiente, usurpador del trono transilvano.

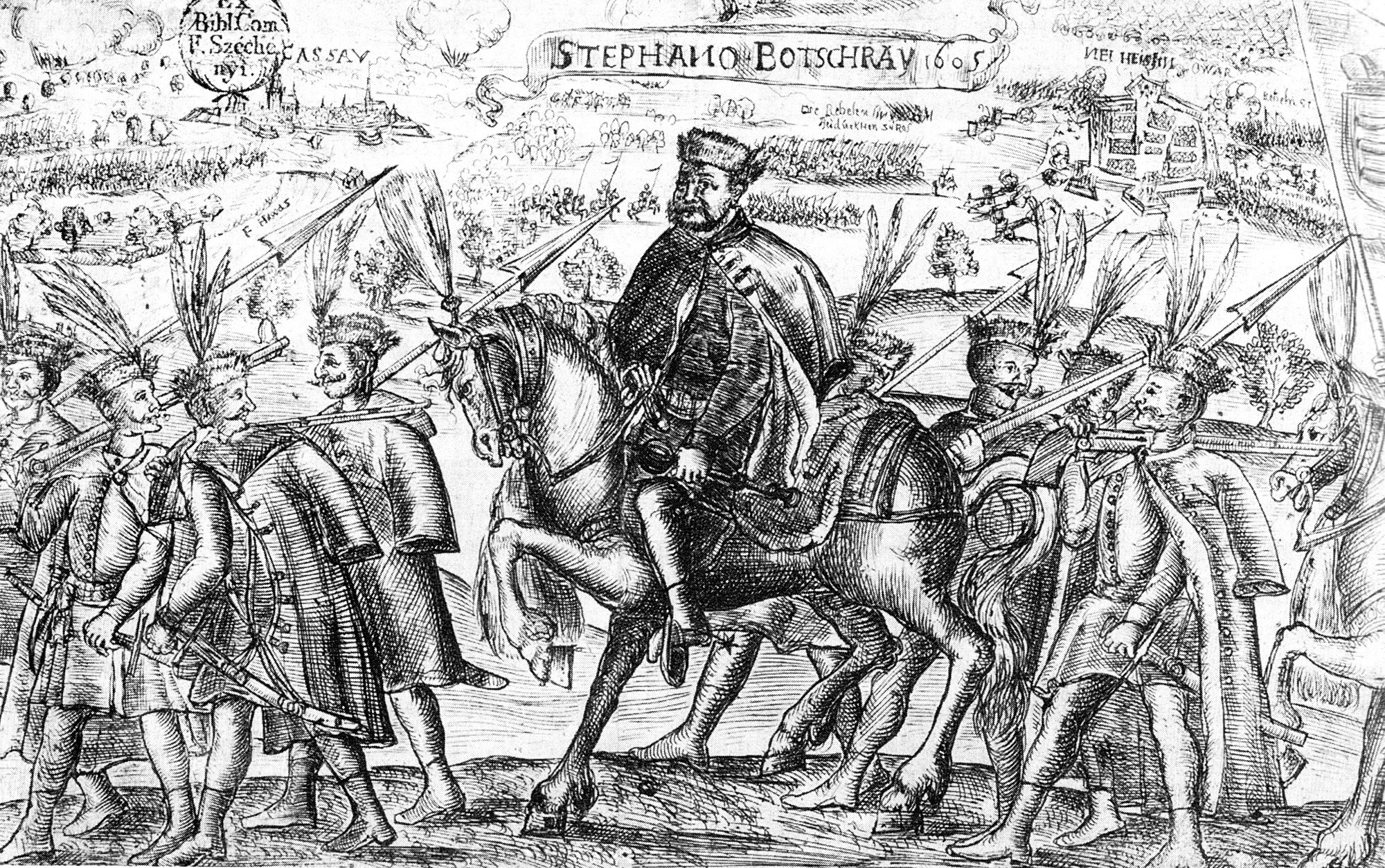
Esteban Bocskai y sus guerreros hajdú, quienes derrotaron a Giorgio Basta.

Ante tal situación, Andrés Báthory fue elegido para reemplazar a su hermano Segismundo, pero pronto Giorgio Basta avanzó con sus fuerzas y por orden del emperador forzó a renunciar al joven príncipe, al que mandó matar al poco. Poco después, el 3 de agosto de 1601, con asistencia de Miguel el Valiente, Basta venció a las fuerzas de Segismundo Báthory quien intentaba recuperar el trono con apoyo de la nobleza húngara. Considerándolo un adversario peligroso, Giorgio mandó matar igualmente a Miguel el Valiente días después, el 19 de agosto de ese mismo año, y de esa manera mantuvo así el control total del Principado, ganando también la antipatía simultánea de húngaros y de rumanos.
En ese momento se produjeron en Transilvania terribles crímenes por parte de los mercenarios dirigidos por Basta, los cuales motivaron el alzamiento de nobles húngaros que no estaban dispuestos a tolerarlos, como Esteban Bocskai. Este puso fin a la situación derrotando a Basta y a sus mercenarios en 1604 y haciéndose con el control de Transilvania. El rey húngaro Rodolfo II de Habsburgo llamó a Giorgio fuera de Transilvania, reabasteciéndolo con más fuerzas militares. Luego Rodolfo II nuevamente lo volvió a enviar contra Bocskai, pero fue derrotado el 14 de noviembre de 1604 cerca de Osgyán y luego el 24 de noviembre, haciendo su situación insostenible en Transilvania. Cuando Bocskai exitosamente se deshizo momentáneamente de los austriacos y firmó la paz de Zsivatorok en 1606 con los turcos, Giorgio Basta se retiró de la vida pública por orden de sus superiores y no volvió a recibir más encargos bélicos del emperador austríaco.
Murió en Viena en 1607, mientras reclamaba a los Habsburgo las sumas de dinero que aún le eran debidas por sus años de servicios.